# Towy
La Towy (en gallois : Afon Tywi) est un fleuve gallois de 121 km de long.
Elle est réputée pour la pêche au saumon et à la truite de mer.